# 侯晓楠
侯晓楠，男，腾讯开放战略的核心人物，现任阅文集团首席执行官兼总裁、腾讯平台与内容事业群副总裁。
2003年加入腾讯，是腾讯第一批校招生。  是QQ最早的产品经理。历任移动QQ、QQ空间、腾讯应用宝、青腾和腾讯内容开放平台等多项业务的管理岗位。 2009年，他主导的QQ农场，掀起了互联网上的“全民偷菜”热潮。

### 履历
侯晓楠于2003年加入腾讯，历任移动QQ、QQ空间、腾讯开放平台、腾讯应用宝、青腾和腾讯内容开放平台等多项业务的管理岗位，是腾讯开放战略的核心人物，在产品运营、商业模式创新及生态合作方面积累了丰富的管理经验。
侯晓楠是腾讯公司的早期员工，2011年筹划腾讯开放平台，创立青腾、推出众创空间、双百计划等项目。截至2016年，腾讯开放平台的注册开发者超过600万，诞生30家上市公司。2014年推出的“双百计划”，成功扶持了拼多多、映客、趣头条等创业企业上市。
在应用宝时期，侯晓楠负责腾讯应用宝的产品平台建设和商业化策略。期间，应用宝从只分发腾讯自身产品，向第三方应用开放，使之成为了腾讯移动开放战略的核心产品。2015年起，应用宝成为中国最大的安卓应用分发市场。
2020年4月任职阅文集团总裁。　推动了阅文的战略升级并参与打造了《庆余年》《人世间》《赘婿》等爆款影游动漫作品。
2023年5月出任阅文集团首席执行官兼总裁。
2023年发布了中国第一个网文大模型AIGC（人工智能自动生成内容）。 2024年侯晓楠宣布，阅文将推动《热辣滚烫》电影、《庆余年》第二季剧集、《斗破苍穹：怒火云岚》游戏等多元作品面向全球发行。
阅文集团CEO兼总裁侯晓楠表示，2024年上半年，阅文集团坚持精品战略，于全产业链IP建设取得重要突破。2024年上半年阅文集团实现营收41.9亿元，同比增长27.7%。版权运营及其他收入达22.5亿元，同比大增73.3%。除了《热辣滚烫》《与凤行》《庆余年第二季》《玫瑰的故事》四部影视爆款作品，还在卡牌、短剧等业态上迈上新台阶。上半年，在侯晓楠的主导下，阅文在《庆余年第二季》剧集播出前就成立了公司历史上最大规模的IP专项组，以实现从文学到影视、游戏、衍生卡牌等全产业链的联动。

### 主要影视作品
| 时间   | 作品                          |                |
| ------ | ----------------------------- | -------------- |
| 2024年 | 《玫瑰的故事》剧集            | 出品人         |
| 2024年 | 《庆余年第二季》剧集          | 出品人         |
| 2024年 | 《热辣滚烫》电影              | 出品人         |
| 2024年 | 《与凤行》剧集                | 出品人         |
| 2023年 | 《异人之下》 剧集             | 出品人、总监制 |
| 2023年 | 《骄阳伴我》 剧集             | 出品人         |
| 2023年 | 《封神第一部：朝歌风云》 电影 | 行政监制       |
| 2022年 | 《这个杀手不太冷静》电影      | 总策划         |
| 2022年 | 《人世间》剧集                | 总监制         |
| 2022年 | 《心居》剧集                  | 总监制         |
| 2021年 | 《赘婿》剧集                  | 总监制         |
| 2021年 | 《1921》电影                  | 行政监制       |